# World Congress of Families
Het World Congress of Families is een internationale organisatie opgericht door Alan Carlson van de Amerikaanse organisatie Howard Center for Family, Religion and Society. Het doel van de organisatie is volgens eigen zeggen om de traditionele positie en samenstelling van het gezin te promoten en onder de aandacht te brengen.
Volgens de organisatie is seksualiteit alleen bedoeld voor voortplanting binnen het huwelijk. De organisatie is tegenstander van het recht op abortus en euthanasie.
Sinds 1997 zijn er vier congressen gehouden. Praag (1997, 700 bezoekers), Genève (1999, 1600 bezoekers), Mexico-Stad (2004, 3300 bezoekers) en Warschau (2007, 3900 bezoekers). Het vijfde congres werd van 10-12 augustus 2009 in de RAI in Amsterdam gehouden. Thema voor het congres was "Gezin: Meer dan de som der delen".